# Anomocentris trissodesma
Anomocentris trissodesma är en fjärilsart som beskrevs av Oswald Beltram Lower 1897. Anomocentris trissodesma ingår i släktet Anomocentris och familjen mätare. Inga underarter finns listade i Catalogue of Life.